# Закон Ротенберга
Закон Ротенберга (офіційно — проєкт федерального закону № 607554-6 "Про внесення змін у Федеральний закон «Про компенсацію за порушення права на судочинство в розумний строк або права на виконання судового акту в розумний строк») — законопроєкт, внесений депутатом Державної Думи VI скликання від фракції «Єдина Росія» В. А. Поневежским і передбачає виплату з федерального бюджету компенсацій російським громадянам і організаціям, закордонне майно яких піддано арешту або іншим стягненням за рішеннями іноземних судів та інших компетентних органів, і прийнятий у першому читанні 8 жовтня 2014 року.
Неофіційна назва «Закон Ротенберга» набула поширення в російських ЗМІ — його прийняттю передували події, пов'язані з арештом в Італії ряду об'єктів нерухомого майна, що належать російському мільярдерові Аркадію Ротенбергу, який потрапив під санкції Євросоюзу у зв'язку з подіями в Україні.
У Державній Думі законопроєкт був підтриманий фракцією «Єдина Росія» і профільним комітетом з конституційного законодавства і державного будівництва; на думку його голови Володимира Плігіна, законопроєкт має на меті захист майнових інтересів жителів Республіки Крим та міста Севастополя, а не власників великого капіталу. Опозиційні фракції КПРФ, ЛДПР і «Справедлива Росія» законопроєкт не підтримали; так, депутат від «Справедливої Росії» Дмитро Гудков обурюється тим, що проблеми бізнесменів і чиновників, які потрапили під санкції, будуть вирішуватися за рахунок усіх громадян Росії; депутат від КПРФ Леонід Калашников вважає, що законопроєкт спрямований на захист бізнесменів, «які повинні були знати, на що йдуть, коли розсовували активи по західних країнах»; інший депутат від КПРФ Віра Ганзя вважає цинічним і аморальним відшкодування з федерального бюджету втрати російських підприємств і приватних осіб, що нерідко становлять до 20-30 млн євро, в умовах наближення економічної кризи і скорочення соціальних витрат:
На збільшення материнського капіталу у них грошей немає, а на це — звідкись знайшлися. А регіони — жебраки. Нещодавно повернулася з нашого регіону, там в одному селі жителі плачуть — в сільському клубі дах протік, немає коштів, щоб полагодити. Ось їм спробували б пояснити — навіщо підтримувати наших олігархів.
Уряд Росії влітку 2014 р. дав негативний відгук на законопроєкт за підписом Сергія Приходька, проте до вересня 2014 р. змінив свою позицію і погодився з прийняттям закону за умови внесення до нього окремих поправок.
Міністр економічного розвитку Росії Олексій Улюкаєв, який брав участь у підготовці першого (негативного) відгуку на законопроєкт, згодом критикував його публічно; на його думку, цей проєкт фактично пропонує бюджетну страховку на іноземні активи і тим самим сприяє виведенню капіталів за кордон. Міністр фінансів Росії Антон Силуанов вважає можливі витрати бюджету на виплати компенсацій у зв'язку з прийняттям закону незначними.
Сам бізнесмен Аркадій Ротенберг стверджує, що не займається лобіюванням цього закону і не збирається компенсувати особисті втрати за рахунок бюджету.